# Kurt Hovelijnck
Kurt Hovelijnck (né le 2 juin 1981 à Eeklo) est un coureur cycliste belge, professionnel de 2005 à 2013.

## Biographie
Septième de la Nokere Koerse en 2004, Hovelijnck passe professionnel chez Chocolade Jacques en 2005. Avec cette équipe, il termine notamment septième du Grand Prix de Villers-Cotterêts en 2005, mais tarde à s'imposer. En 2008, il termine sixième des Championnats de Belgique, puis troisième du Grand Prix Jef Scherens. Il est alors engagé chez Quick Step, avec qui il termine notamment septième du Trofeo Cala Millor. Le 17 mars 2009, il chute à l'entraînement à Audenarde et est transféré aux soins intensifs de l'hôpital universitaire de Gand, souffrant d'un grave traumatisme crânien. Victime d'une fracture du crâne, il reste trois semaines en coma artificiel, et ne peut reprendre la compétition que l'année suivante, à l'occasion du Challenge de Majorque. Fin 2010, non conservé par l'équipe belge, il rejoint l'équipe continentale Donckers Koffie-Jelly Belly. Début mai 2011, traumatisé à la suite du décès accidentel lors du Giro de son ami Wouter Weylandt, il annonce qu'il met un terme à sa carrière. Il revient ensuite sur sa décision. En 2012, il rejoint l'équipe Landbouwkrediet.

## Palmarès
- 2003
  - Grand Prix Criquielion (Deux-Acren)
- 2004
  - Grand Prix Criquielion (Beyne-Heusay)
  - Circuit du Pévèle
  - 3e des Deux Jours du Gaverstreek
- 2008
  - 3e du Grand Prix Jef Scherens
- 2012
  - 3e du Championnat des Flandres
  - 3e de la Ruddervoorde Koerse

## Classements mondiaux
| Année            | 2005 | 2006 | 2007  | 2008 | 2009 | 2010 | 2011 | 2012 | 2013  |
| ---------------- | ---- | ---- | ----- | ---- | ---- | ---- | ---- | ---- | ----- |
| UCI Europe Tour  | 682e | 460e | 1108e | 341e |      |      | 276e | 427e | 1029e |
| UCI Oceania Tour |      |      | 72e   |      |      |      |      |      |       |